# サッカースロベニア代表
サッカースロベニア代表（サッカースロベニアだいひょう、スロベニア語: Slovenska nogometna reprezentanca）は、スロベニアサッカー協会（NZS）によって構成されるスロベニアのサッカーのナショナルチームである。本拠地は首都・リュブリャナにあるスタディオン・ストジツェ。

## 歴史

### 1990年代
1991年にユーゴスラビアからスロベニアが独立し、サッカースロベニア代表が誕生した。スロベニアは1991年6月25日にユーゴスラビアから独立を宣言したが、UEFAとFIFAからは国際Aマッチと認められてないものの、その直前の6月19日にスロベニアのムルスカ・ソボタで初試合を行った。対戦相手はスロベニアと同時にユーゴスラビアから独立したクロアチアだった。UEFAとFIFAが正式にスロベニアの連盟加入を認め、初の国際Aマッチと認定したのは1992年6月3日のタリンで開催されたエストニア代表との親善試合である。
スロベニアの国土は山がちであり、そのためウインタースポーツ、特にアルペンスキー競技が盛んに行われていた。一方で相対的にサッカーの人気は低く、旧ユーゴスラビア構成諸国家の中でも比較的ユーゴスラビア代表に輩出した人数は少ないものであった。そのため、スロベニアは他のナショナルチームであるセルビア・モンテネグロ、クロアチア、ボスニア・ヘルツェゴビナ、マケドニアに比して実力がないであろうと捉える向きが多かった。その評判通りで相性の悪さも手伝ってか、1991年にスロベニア代表最初の試合が行われて以来、2005年12月に至るまでスロベニアはこれら旧ユーゴスラビア構成諸国家4つの代表に対して1勝も挙げていなかった。
その中で実質的な初代代表監督を引き受けたズデンコ・ベルデニックの当面の仕事はUEFA EURO '96予選、そして1998 FIFAワールドカップ・ヨーロッパ予選をどう戦うかと言うものであった。ワールドカップ出場経験がある中盤の要たるスレチコ・カタネッツが代表を引退し、カタネッツに代わってスロベニアの顔になったのは攻撃的な役割を担うズラトコ・ザホヴィッチであった。
EURO '96予選の滑り出しは、ホームながらイタリアを相手に引き分けと言う望外の出来であったが、イタリア以外にエストニア、リトアニア、ウクライナ、クロアチアが入ったグループで3勝2分5敗と大きく負け越して予選を終えた。続く1998 FIFAワールドカップ予選はギリシャ、デンマーク、クロアチア、ボスニア・ヘルツェゴビナと同組に入り、1分7敗という成績で最下位となった。

### 2000年代
1998 FIFAワールドカップ予選を最下位で終えたスロベニアに対しての評価は当然であるが、それほど高くはなかった。UEFA EURO 2000予選に当たってはノーマークであったと言ってもいいほどであった。その様な状況の中で、ベルデニックに代わって監督を引き受けたのがカタネッツであった。カタネッツ監督が率いる新生スロベニア代表はギリシャ、ノルウェー、ラトビア、グルジア、アルバニアのグループをEURO 2000の予選を5勝2分3敗、ノルウェーに続く2位でグループリーグを終了しプレーオフに望みを繋いだ。プレーオフはウクライナと対戦してホームで2-1と勝利し、アウェーで引き分けた事によって本大会進出を決めた。
元来、スロベニアはサッカーがそれほど盛んではない国と捉えられており、直前のワールドカップ予選では散々な成績だっただけに欧州選手権本戦出場には多くの人が驚いた。欧州選手権本戦ではユーゴスラビア、スペイン、ノルウェーと同組になり、スペインに1-2で負けたのみの2分1敗であったが、2002 FIFAワールドカップに向けて注目のナショナルチームとなった。
2002 FIFAワールドカップ・ヨーロッパ予選ではロシア、ユーゴスラビア、スイス、ルクセンブルク、フェロー諸島と同組になった。実質的にロシア、ユーゴ、スロベニアの3カ国で、予選突破とプレーオフ進出の椅子を争う内容であった。このグループでスロベニアは5勝5分の2位で通過し、プレーオフに回った。そのプレーオフでスロベニアと対戦したのはルーマニアで、EURO 2000のプレーオフと同様ホームでの試合に先勝してアウェーで引き分けに持ち込むという方法でプレーオフを通過し、ワールドカップ本大会への出場資格を獲得した。
本大会ではグループBでスペイン、パラグアイ、南アフリカと同組になったが、結局3戦全敗で大会を後にした。だが、スペイン戦の後、カタネッツ監督とザホヴィッチの確執によりザホヴィッチがチームを離れた事も大きな痛手となった。なお、この大会でスロベニア代表に選出されたジェリコ・ミリノビッチ（ジェフユナイテッド市原・千葉）は開催国である日本、韓国両代表の選手以外でどちらかのリーグでプレーする唯一の選手でもあった。
UEFA EURO 2004予選は、グループ2位でプレーオフに進むもクロアチアに敗れた。その後は低迷し2006 FIFAワールドカップ・ヨーロッパ予選は4位、UEFA EURO 2008予選は5位で予選で敗退した。これにより2010 FIFAワールドカップ・ヨーロッパ予選のシードでは5番目のポットEまで下げられ、チェコ・ポーランド・北アイルランド・スロバキア・サンマリノと同じグループに入った。ところが、下馬評で有利と思われたチェコとポーランドが勝ち点を積み重ねられずその結果、首位で通過したスロバキアに次ぐ2位でプレーオフ進出を決めた。なお、第5シードのチームがプレーオフに進んだのは史上初で、第4シード・第5シードが上位を独占したのも史上初である。プレーオフではフース・ヒディンク監督率いるロシアと対戦し、戦力的には不利とされる中アウェーでの第1戦では2-1と敗れたが貴重なアウェーゴールを挙げた。ホームで迎えた第2戦では1-0と勝利し、結果はアウェーゴールの差で本大会出場を決めた。ヨーロッパ予選プレーオフで初めて第1戦で敗れたチームが逆転で突破した。

### 2010年代
本大会ではグループCに入り、イングランド、アメリカ、アルジェリアと同組になった。第1戦のアルジェリア戦ではロベルト・コレンの得点で1-0で破り、スロベニアとしてのワールドカップ初勝利を挙げた。次の第2戦のアメリカ戦では2-2で引き分け、第3戦のイングランド戦では23分に失点を許してしまい0-1でリードされるも、同時に進行していたアメリカ対アルジェリア戦が0-0のまま進んでいたため、スロベニアの決勝トーナメント進出の可能性が残されていた。しかし、アメリカが後半のロスタイムにランドン・ドノバンが決勝点となるゴールを決めて1-0で勝利を収めたことにより、スロベニアの初の決勝トーナメント進出はならなかった。
なお、前日本代表監督のイビチャ・オシムがワールドカップ前に出した著書の中で、「スロベニアがサプライズを起こしても、何の不思議もない」と潜在能力を評価している。その後のスロベニア代表はUEFA EURO 2012予選、2014 FIFAワールドカップ・ヨーロッパ予選、UEFA EURO 2016予選、2018 FIFAワールドカップ・ヨーロッパ予選、UEFA EURO 2020予選、2022　FIFAワールドカップ・ヨーロッパ予選でも敗退が続き、苦戦を強いられている。

### 2020年代
UEFA EURO 2024予選ではグループHに入り、デンマーク、フィンランド、カザフスタン、北アイルランド、サンマリノと同組になった。結果的に7勝1分2敗と首位・デンマークに次ぐ2位となり、本大会出場権を獲得した。
本大会では3引分ながらもグループ3位で初めての決勝トーナメント進出を果たした。ラウンドオブ16ではポルトガルにPK戦の末敗れ、無敗のまま大会を終えることになった。

## 成績

### FIFAワールドカップ
| FIFAワールドカップ | FIFAワールドカップ | FIFAワールドカップ | FIFAワールドカップ | FIFAワールドカップ | FIFAワールドカップ | FIFAワールドカップ | FIFAワールドカップ |      | FIFAワールドカップ・予選 | FIFAワールドカップ・予選 | FIFAワールドカップ・予選 | FIFAワールドカップ・予選 | FIFAワールドカップ・予選 | FIFAワールドカップ・予選 |
| 開催年             | 結果               | 試合               | 勝利               | 引分               | 敗戦               | 得点               | 失点               | 試合 | 勝利                     | 引分                     | 敗戦                     | 得点                     | 失点                     |                          |
| ------------------ | ------------------ | ------------------ | ------------------ | ------------------ | ------------------ | ------------------ | ------------------ | ---- | ------------------------ | ------------------------ | ------------------------ | ------------------------ | ------------------------ | ------------------------ |
| 1998               | 予選敗退           | 予選敗退           | 予選敗退           | 予選敗退           | 予選敗退           | 予選敗退           | 予選敗退           | 8    | 0                        | 1                        | 7                        | 5                        | 20                       |                          |
| 2002               | グループリーグ敗退 | 3                  | 0                  | 0                  | 3                  | 2                  | 7                  | 12   | 6                        | 6                        | 0                        | 20                       | 11                       |                          |
| 2006               | 予選敗退           | 予選敗退           | 予選敗退           | 予選敗退           | 予選敗退           | 予選敗退           | 予選敗退           | 10   | 3                        | 3                        | 4                        | 10                       | 13                       |                          |
| 2010               | グループリーグ敗退 | 3                  | 1                  | 1                  | 1                  | 3                  | 3                  | 12   | 7                        | 2                        | 3                        | 20                       | 6                        |                          |
| 2014               | 予選敗退           | 予選敗退           | 予選敗退           | 予選敗退           | 予選敗退           | 予選敗退           | 予選敗退           | 10   | 5                        | 0                        | 5                        | 14                       | 11                       |                          |
| 2018               | 予選敗退           | 予選敗退           | 予選敗退           | 予選敗退           | 予選敗退           | 予選敗退           | 予選敗退           | 10   | 4                        | 3                        | 3                        | 12                       | 7                        |                          |
| 2022               | 予選敗退           | 予選敗退           | 予選敗退           | 予選敗退           | 予選敗退           | 予選敗退           | 予選敗退           | 10   | 4                        | 2                        | 4                        | 13                       | 12                       |                          |
| 合計               | 2/20               | 6                  | 1                  | 1                  | 4                  | 5                  | 10                 | 72   | 29                       | 17                       | 26                       | 94                       | 80                       |                          |

### UEFA欧州選手権
| UEFA欧州選手権 | UEFA欧州選手権     | UEFA欧州選手権 | UEFA欧州選手権 | UEFA欧州選手権 | UEFA欧州選手権 | UEFA欧州選手権 | UEFA欧州選手権 |      | UEFA欧州選手権・予選 | UEFA欧州選手権・予選 | UEFA欧州選手権・予選 | UEFA欧州選手権・予選 | UEFA欧州選手権・予選 | UEFA欧州選手権・予選 |
| 開催年         | 結果               | 試合           | 勝利           | 引分           | 敗戦           | 得点           | 失点           | 試合 | 勝利                 | 引分                 | 敗戦                 | 得点                 | 失点                 |                      |
| -------------- | ------------------ | -------------- | -------------- | -------------- | -------------- | -------------- | -------------- | ---- | -------------------- | -------------------- | -------------------- | -------------------- | -------------------- | -------------------- |
| 1996           | 予選敗退           | 予選敗退       | 予選敗退       | 予選敗退       | 予選敗退       | 予選敗退       | 予選敗退       | 10   | 3                    | 2                    | 5                    | 13                   | 13                   |                      |
| 2000           | グループリーグ敗退 | 3              | 0              | 2              | 1              | 4              | 5              | 12   | 6                    | 3                    | 3                    | 15                   | 16                   |                      |
| 2004           | 予選敗退           | 予選敗退       | 予選敗退       | 予選敗退       | 予選敗退       | 予選敗退       | 予選敗退       | 10   | 4                    | 3                    | 3                    | 16                   | 14                   |                      |
| 2008           | 予選敗退           | 予選敗退       | 予選敗退       | 予選敗退       | 予選敗退       | 予選敗退       | 予選敗退       | 12   | 3                    | 2                    | 7                    | 9                    | 16                   |                      |
| 2012           | 予選敗退           | 予選敗退       | 予選敗退       | 予選敗退       | 予選敗退       | 予選敗退       | 予選敗退       | 10   | 4                    | 2                    | 4                    | 11                   | 7                    |                      |
| 2016           | 予選敗退           | 予選敗退       | 予選敗退       | 予選敗退       | 予選敗退       | 予選敗退       | 予選敗退       | 12   | 5                    | 2                    | 5                    | 19                   | 14                   |                      |
| 2020           | 予選敗退           | 予選敗退       | 予選敗退       | 予選敗退       | 予選敗退       | 予選敗退       | 予選敗退       | 10   | 4                    | 2                    | 4                    | 16                   | 11                   |                      |
| 2024           | ベスト16           | 4              | 0              | 4              | 0              | 2              | 2              | 10   | 7                    | 1                    | 2                    | 20                   | 9                    |                      |
| 合計           | 2/16               | 7              | 0              | 6              | 1              | 6              | 7              | 86   | 36                   | 17                   | 33                   | 119                  | 100                  |                      |

## 歴代監督
| 期間      | 氏名                           | 試合 | 勝 | 分 | 負 | 備考                                       |
| --------- | ------------------------------ | ---- | -- | -- | -- | ------------------------------------------ |
| 1991-1993 | ボヤン・プラシュニカル         | 5    | 1  | 2  | 3  |                                            |
| 1994-1997 | ズデンコ・ベルデニック         | 32   | 10 | 8  | 14 |                                            |
| 1997      | ボヤン・プラシュニカル         | 5    | 1  | 1  | 3  |                                            |
| 1997-2002 | スレチコ・カタネッツ           | 46   | 18 | 15 | 13 | UEFA EURO 2000 2002 FIFAワールドカップ出場 |
| 2002-2004 | ボヤン・プラシュニカル         | 16   | 6  | 3  | 4  |                                            |
| 2004-2006 | ブランコ・オブラク             | 23   | 6  | 7  | 10 |                                            |
| 2007-2011 | マティアジュ・ケク             | 49   | 20 | 9  | 20 | 2010 FIFAワールドカップ出場                |
| 2011-2012 | スラヴィシャ・ストヤノヴィッチ | 9    | 2  | 2  | 5  |                                            |
| 2013-2017 | スレチコ・カタネッツ           | 42   | 16 | 7  | 19 |                                            |
| 2017-2018 | トマジュ・カヴチッチ           | 49   | 20 | 9  | 20 |                                            |
| 2018      | イゴール・ベネデイチッチ       | 2    | 0  | 2  | 0  | 暫定監督                                   |
| 2018-     | マティアジュ・ケク             | 4    | 1  | 2  | 1  |                                            |

## 現招集メンバー
2022年9月、UEFAネーションズリーグに臨むために発表されたメンバー。
注：選手の国籍表記はFIFAの定めた代表資格ルールに基づく。
| No. | Pos. |  | 選手名                           |
| --- | ---- |  | -------------------------------- |
| --  | GK   |  | ヤン・オブラク                   |
| --  | GK   |  | ヴィド・ベレツ                   |
| --  | GK   |  | イゴール・ヴェキッチ             |
| --  | DF   |  | ミハ・メヴリャ                   |
| --  | DF   |  | ペタル・ストヤノヴィッチ         |
| --  | DF   |  | ジャカ・ビヨル                   |
| --  | DF   |  | ユレ・バルコヴェツ               |
| --  | DF   |  | ミハ・ブラジッチ                 |
| --  | DF   |  | ヨン・ゴレンツ・スタンコヴィッチ |
| --  | DF   |  | ジャン・カルニチニク             |
| --  | DF   |  | グレゴル・シコシェク             |
| --  | DF   |  | ダヴィド・ブレカロ               |

| No. | Pos. |  | 選手名                         |
| --- | ---- |  | ------------------------------ |
| --  | MF   |  | ヤスミン・クルティッチ         |
| --  | MF   |  | ミハ・ザイツ                   |
| --  | MF   |  | ドメン・チルニゴイ             |
| --  | MF   |  | サンディ・ロヴリッチ           |
| --  | MF   |  | アダム・グネズダ・チェリン     |
| --  | MF   |  | ティミ・マックス・エルシュニク |
| --  | MF   |  | トミ・ホルヴァト               |
| --  | FW   |  | ベンヤミン・ヴェルビッチ       |
| --  | FW   |  | アンドラジュ・シュポラル       |
| --  | FW   |  | ベンヤミン・シェシュコ         |
| --  | FW   |  | ルカ・ザホヴィッチ             |
| --  | FW   |  | ジャン・ツェラル               |
| --  | FW   |  | ヤン・ムラカル                 |

## 歴代選手

### 主要大会のメンバー
| - FIFAワールドカップ - 2002 FIFAワールドカップ参加チーム - 2010 FIFAワールドカップ参加チーム | - UEFA欧州選手権 - UEFA EURO 2000参加チーム |

### 主な代表選手
| - GK - マルコ・シメウノヴィッチ 1992-2004 - サミール・ハンダノヴィッチ 2004-2015 - ヤン・オブラク 2012- | - DF - ダルコ・ミラニッチ 1992-2000 - マリンコ・ガリッチ 1994-2002 - アミール・カーリッチ 1996-2004 - ジェリコ・ミリノビッチ 1997-2002 - アレクサンデル・クナヴス 1998-2006 - ボシュティアン・ツェサル 2003-2018 - ミショ・ブレチュコ 2004-2015 - ブランコ・イリッチ 2004-2015 - ボヤン・ヨキッチ 2006- |

| - MF - ズラトコ・ザホヴィッチ 1992-2004 - アレシュ・チェフ 1992-2002 - ジョニ・ノヴァク 1992-2002 - ミラン・パヴリン 1994-2004 - ミレンコ・アチモヴィッチ 1998-2007 - ロベルト・コレン 2003-2011 - アンドレイ・コマツ 2004-2010 - ヴァルテル・ビルサ 2006-2018 - アンドラジュ・キルム 2007-2016 - レネ・クルヒン 2009- - ヨシップ・イリチッチ 2010- - ヤスミン・クルティッチ 2012- | - FW - サショ・ウドヴィッチ 1993-2000 - ムラデン・ルドニャ 1994-2003 - エルミン・シリャク 1994-2005 - ズラトコ・デディッチ 2004-2013 - ミリヴォイェ・ノヴァコヴィッチ 2006-2017 - ズラタン・リュビヤンキッチ 2006-2015 - ティム・マタヴジュ 2009- |

## 歴代記録
| 位 | 名前                           | 出場 | 得点 | 期間      |
| -- | ------------------------------ | ---- | ---- | --------- |
| 1  | ボシュティアン・ツェサル       | 101  | 10   | 2003-2018 |
| 2  | ボヤン・ヨキッチ               | 100  | 1    | 2005-2019 |
| 3  | ヴァルテル・ビルサ             | 90   | 7    | 2006-2018 |
| 4  | ヤスミン・クルティッチ         | 83   | 2    | 2012-     |
| 5  | サミール・ハンダノヴィッチ     | 81   | 0    | 2004-2015 |
| 6  | ズラトコ・ザホヴィッチ         | 80   | 35   | 1992-2004 |
| 6  | ミリヴォイェ・ノヴァコヴィッチ | 80   | 32   | 2006-2017 |
| 8  | ヨシップ・イリチッチ           | 79   | 16   | 2010-2021 |
| 9  | ミショ・ブレチュコ             | 77   | 0    | 2004-2015 |
| 10 | アレシュ・チェフ               | 74   | 1    | 1992-2002 |
| 10 | ミレンコ・アチモヴィッチ       | 74   | 13   | 1998-2007 |

| #  | 名前                           | 得点 | 出場 | 期間      | 得点率 |
| -- | ------------------------------ | ---- | ---- | --------- | ------ |
| 1  | ズラトコ・ザホヴィッチ         | 35   | 80   | 1992-2004 | 0.43   |
| 2  | ミリヴォイェ・ノヴァコヴィッチ | 32   | 80   | 2006-2017 | 0.4    |
| 3  | サショ・ウドヴィッチ           | 16   | 42   | 1992-2000 | 0.38   |
| 3  | ヨシップ・イリチッチ           | 16   | 79   | 2010-2021 | 0.2    |
| 5  | エルミン・シリャク             | 14   | 48   | 1994-2005 | 0.29   |
| 6  | ミレンコ・アチモヴィッチ       | 13   | 74   | 1998-2007 | 0.18   |
| 7  | ティム・マタヴジュ             | 11   | 39   | 2010-2020 | 0.28   |
| 8  | プリモツ・グリハ               | 10   | 28   | 1992-1998 | 0.36   |
| 8  | ボシュティアン・ツェサル       | 10   | 101  | 2003-2018 | 0.1    |
| 10 | ミハ・ザイツ                   | 8    | 37   | 2016-     | 0.22   |
| 10 | ズラトコ・デディッチ           | 8    | 48   | 2004-2013 | 0.17   |
| 10 | ミラン・オステルツ             | 8    | 42   | 1997-2002 | 0.18   |